# Chloriona vasconica
Chloriona vasconica är en insektsart som beskrevs av Ribaut 1934. Chloriona vasconica ingår i släktet Chloriona och familjen sporrstritar.
Artens utbredningsområde är Frankrike. Arten är reproducerande i Sverige. Inga underarter finns listade i Catalogue of Life.